# Марина Вязовска
Марина Сергеевна Вязовска (на украински: Мари́на Сергі́ївна В'язо́вська; 2 декември 1984 г., Киев) е украинска математичка.
Има научна степен кандидат на физикоматематическите науки от Института по математика на Националната академия на науките на Украйна (2010 г.) и Doktor der Naturwissenschaften от Бонския университет (2013). Тя е автор на решението на задачата за за опаковането на сфери в осемизмерно пространство, за което получава Филдсов медал за 2022 г..

## Биография
Израства в Киев, учи в Киевския природонаучен лицей № 145, взема участие в олимпиади по математика. Учи в Механико-математическия факултет на Киевския национален университет. В периода 2002 – 2005 г. заема всяка година призовите места на Международната студентска олимпиада по математика завоювайки първо място през 2002 и 2005 г.. След това продължава обучението си в Германия, където получава магистърска степен в Кайзерслаутерн. през 2007 г.
През май 2010 г. защитава кандидатска дисертация в Института по математика НАН на Украйна на тема „Неравенства на полиноми и рационални функции и квадратурни формули за сфера“. През 2013 г. получава докторска степен (Doktor der Naturwissenschaften) в Бонския университет. Докторската ѝ дисертация „Модулни функции и специални цикли“ е написана под ръководството на Дон Цагир и е свързана с аналитичната теория на числата. Към март 2016 г. Вязовска е изследовател в Берлинската математическа школа и Берлинския университет.

### Задача за опаковането на сфери
През 2016 г. Вязовска решава задачата за опаковането на сфери в осемизмерно пространство и, в съавторство, и в 24-измерно.
По-рано задачата е била решена само за пространства с три и по-малко измерения, а решението на триизмерния случай (хипотезата на Кеплер) е изложено на 300 страници текст с използването на 50 000 реда програмен код. Решението на Вязовска за осемизмерното случай заема само 23 страници и е „смущаващо просто“. За изследването на задачата, Вязовска е вдъхновена от киевския математик Андрей Бондаренко. Тя работи над решението две години в Берлин. За решението на задачата за опаковането на сфери, през 2016 г. Марина Вязовска получава престижната премия Салем.

## Награди и премии
- Международна премия Салем (2016 г.)
- Филдсов медал (2022 г.)